# 谷口ひとみ
谷口 ひとみ（1948年〈昭和23年〉4月6日 - 1966年〈昭和41年〉4月10日）は、日本の漫画家である。福岡県出身。
生涯において「エリノア」1作しか作品を残さなかったが、ヨーロッパを舞台に不美人である若い女性をヒロインに据えた同作は、谷口の死後に伝説的な作品として評価されるようになった。

## 生涯
高校2年生の時に描いた「エリノア」が1966年に『週刊少女フレンド』に掲載され、第4回少女フレンド新人まんが賞に入選した。しかし、1966年3月7日に授賞式が行われた1ヵ月後、18歳の誕生日を迎えて間もない同年4月10日に睡眠薬を飲んで自殺した。当時雑誌に掲載された追悼記事では急性腎臓炎による病死とされていたが、実際は高校の教師に恋心を寄せて失恋したことを原因とする自殺だったことが遺族の証言によって2008年に判明した。

## エリノア

### あらすじ
1966年に刊行された「エリノア」は中世ヨーロッパらしい地域を舞台にした作品である。お城で召使として働いている非常に不器量だが真面目な性格の若い女性エリノアは、仙女の助けで一度だけ美しい姿に変身させてもらい、森での催しに赴く。そこで憧れていた王子アルバートと出会うが、アルバートに真の姿を知られてしまう。アルバートはエリノアを受け入れることができなかったが、そのことに激しい罪悪感を抱く。エリノアは王子のために自らを犠牲にし、最後は死んでしまう。

### 評価
「超絶ブサイク女子の報われなさを描いた物語」として評価され、「ヒロインのつきぬけたブサイクぶりは、マンガ家たちのあいだでも伝説化されている」とされる。谷口は執筆当時まだ高校2年生であったが「すでに独自の画風」を確立していた。「何の救いもないラスト」が特徴の「伝説的作品」としてファンの間で受け取られている。

### 影響元
水野英子の影響が指摘されている他、細川智栄子やあべたかこなどとの類似も指摘されている。直接的な影響関係ではないが、同じ時期の漫画家として萩尾望都や山岸凉子とのテーマなどの共通性が指摘されることもある。
谷口は東京文化会館で二期会によるオペラ『夏の夜の夢』を観劇していたと考えられ、森の催しの場面にはその影響も指摘されている。

### 刊行情報
- 『週刊少女フレンド』1966年4月号、pp. 201 - 248[12]。
- 『マイフレンド』1976年11月号、p. 517-[13]。
- 『エリノア』さわらび本工房、2008[14]、2011[15]。
- 『定本エリノア』さわらび本工房、2016[16][17]。